# Jonathan Clauss
Jonathan Clauss (ur. 25 września 1992 w Strasburgu) – francuski piłkarz występujący na pozycji obrońcy we francuskim klubie Olympique Marsylia oraz w reprezentacji Francji. Wychowanek RC Strasbourg, w trakcie swojej kariery grał także w takich zespołach, jak SV Linx, US Raon-l’Étape, UA Avranches, Quevilly oraz Arminia Bielefeld.